# Castilleja organorum
Castilleja organorum är en snyltrotsväxtart som beskrevs av Standley. Castilleja organorum ingår i släktet målarborstar, och familjen snyltrotsväxter. Inga underarter finns listade i Catalogue of Life.